# Masonya
Masonya ist ein Verwaltungsbezirk (Ward) des Distrikts Tunduru in der tansanischen Region Ruvuma.

## Geografie
Masonya liegt im Süden von Tansania nördlich der Distrikthauptstadt Tunduru. Der Bezirk grenzt im Norden an den Distrikt Liwale der Region Lindi, im Osten an Muhuwesi, im Südosten an Sisikwasisi, im Süden an Mchangani und Mlingoti Mashariki, im Südwesten an Nakayaya und im Westen an Nandembo und Ligunga.
Bei der Volkszählung 2022 lebten 10.427 Menschen in 2954 Haushalten auf einer Fläche von 859 Quadratkilometern.

## Gliederung
Der Bezirk besteht aus vier Gemeinden (Mtaa) mit 14 Orten (Kitongoji):
| Masonya - Masonya A - Masonya B - Masonya C | Mkalekawana - Mamboleo - Mkalekawana A - Mkalekawana B - Songambele | Nambalapi - Nambalapi A - Nambalapi B - Changamoto | Nakayaya Mashariki - Magharani - Uhuru - Nakayaya Mashariki - Majengo Mapya |

## Wirtschaft und Infrastruktur
- Bildung: Die Masonya Secondary School ist eine staatliche Mädchenschule mit einer Ausbildung bis zur 4. Stufe.[8]
- Gesundheit: Im Bezirk liegt eine staatliche Apotheke.[9]